# 지부티 국가 올림픽 위원회
지부티 국가 올림픽 위원회(프랑스어: Comité National Olympique Djiboutien)는 지부티를 대표하는 국가 올림픽 위원회이다. IOC 코드는 DJI이다. 본부는 지부티 시에 있으며 아프리카 국가 올림픽 위원회 연합에 소속되어 있다.
1983년에 설립되었으며 1984년에 국제 올림픽 위원회의 승인을 받았다. 올림픽, 올아프리카 게임을 비롯한 국제 스포츠 대회에 참가하는 지부티의 선수들을 대표한다.

## 같이 보기
- 올림픽 지부티 선수단